# U-ka saegusa IN db "CHOCO II とLIVE"
『U-ka saegusa IN db "CHOCO II とLIVE"』（ユーカ・サエグサ・イン・デシベル ちょこっとライブ）は、三枝夕夏 IN dbの2作目のライブ・ビデオ。

## 内容
- ライブ・ビデオ第2弾は2006年8月5日の「恵比寿リキッドルーム」で行われた2回目のワンマンライブ。
- 消費税込で1575円という、新作ライブDVDとしては破格の値段でリリースされた。

## 収録曲
1. 君の愛に包まれて痛い
2. 飛び立てない私にあなたが翼をくれた
3. Shcking Blue
4. CHU☆TRUE LOVE
5. HOMEWORK（カバー曲）
6. ALL DAY AND ALL OF THE NIGHT（カバー曲）
7. YOU REALLY GOT ME（カバー曲）
8. ジューンブライド 〜あなたしか見えない〜
9. へこんだ気持ち 溶かすキミ
10. Fall in Love
11. ココロが止まらない
12. Everybody Jump
13. VENUS（カバー曲）
14. もう自分が自分に嘘をつかないように
15. 笑顔でいようよ
16. 君と約束した優しいあの場所まで
アンコール
17. 太陽
18. 君のハートに胸キュン②

## 参加ミュージシャン
- 三枝夕夏 - ボーカル
- 岩井勇一郎 - ギター
- 大藪拓 - ベース
- 車谷啓介（Sensation） - ドラム
  - 大賀好修（OOM・Sensation） - ギター
  - 池田大介 - キーボード
  - 大楠雄蔵（OOM・Sensation） - キーボード
  - 岡崎雪 - コーラス